# Дербышки (посёлок)
Дербы́шки (тат. Дәрвишләр) —  крупный микрорайон и жилой массив Советского района Казани, Татарстан. Жилой массив Дербышки с населением более 150 тысяч жителей включает крупнейший городской посёлок Казани Дербышки, а также значительно меньшие, рядом расположенные деревни Большие Дербышки, Малые Дербышки и Станционные Дербышки. К северу находится посёлок Киндери, восточнее — посёлок Аки, к югу — посёлок Нагорный и основная часть Казани.

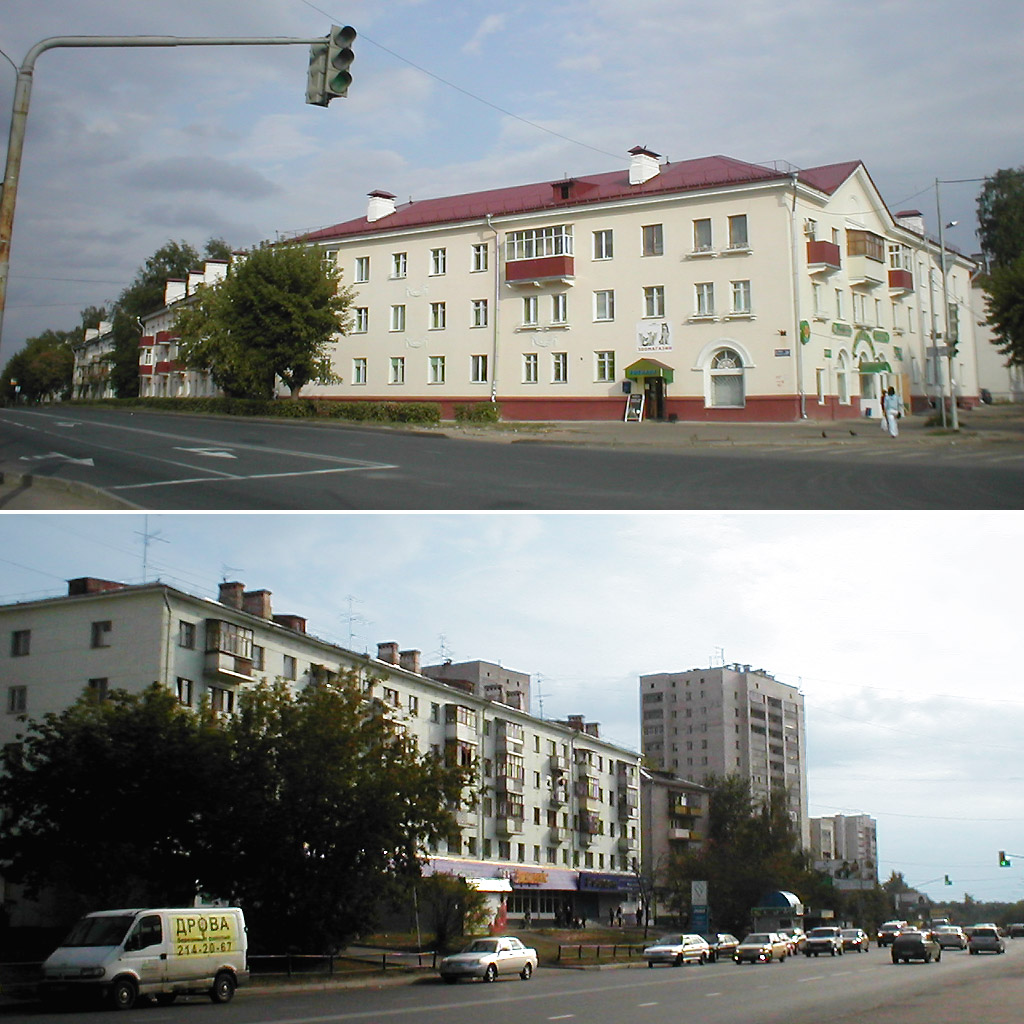

## Происхождение названия
Есть 3 версии происхождения названия посёлка. 1-я версия говорит, что сюда пришёл человек по имени Дервиш. Считается, что это же имя носил и один из татарских ханов — Дервиш-хан. 2-я версия такова: сюда пришли незнакомцы(иноземцы). Те люди, которые жили около пустого места(где и воздвигли посёлок) прозвали их дербышками. От них и получилось название посёлка, что здесь построили. 3-я версия такова, что когда под Казань приехали будущие строители вагонного завода, то неправильно прочли указатель «дер. Бышки» и рабочий посёлок получил название Дербышки.

Распространение суфизма среди татар привело к появлению и такого феномена как дервишество, о распространённости его свидетельствует наличие, например, слободы Дербышки в Казани <…> очевидно, что это был в основе нравственный феномен, стремление людей к моральному совершенству к такому методу поиска истины, самовоспитания через странничество

## История
В 1567 году, здесь находились три крестьянских двора: Дербышки Малые, Дербышки Большие и третий — пустой. В то время Дербышки Малые располагались на Арской дороге (тат. Арча юлы) в 8,5 км от Казани, где река Нокса впадает в Казанку. Дербышки Большие находились при реках Казанка и Киндерка, на расстоянии 10,5 км от Казани. В 1650 году его общее население составляло 41 человек.
С появлением в начале XX века Казанбургской железной дороги появилась станция Дербышки. В 1932 году началось строительство Вагонного завода. Население на тот момент составляло около 200 человек. В связи с политической обстановкой 8 февраля 1940 года было принято решение построить Казанский оптико-механический завод (КОМЗ). В том же году посёлок был включён в состав Молотовского района Казани; на тот момент в посёлке завода № 237 Больше-Дербышкинского сельсовета проживало около 3 тысяч человек. В июле-августе 1941 года Ленинградский ГОМЗ эвакуировал в посёлок семь эшелонов с половиной оборудования и почти третью часть рабочих с семьями. В 1942 начался выпуск продукции на КОМЗе. В начале Великой Отечественной войны население составляло около 2800 человек. В 1942 году появляется Райпромкомбинат, в состав которого входили пошивочные, сапожные и слесарные мастерские. Позже это предприятие стало заводом бытовой и производственной химии ПО «Казаньбытхим», ныне ОАО «Хитон». Во время войны в Дербышки эвакуировали жителей блокадного Ленинграда. Многие из них так и остались жить на новом месте. Проектированием жилых домов в микрорайоне занимался ленинградский инженер Иван Путвинский. Им были построены производственные корпуса для эвакуируемого Ленинградского ГОМЗ, возведены малоэтажные жилые дома для рабочих и дворец культуры имени Саид Галиева. Самому Путвинскому поставлен памятник в одном из дворов в Дербышках. Вскоре после войны Дербышки вошли в состав города. В 1966 году на базе филиала Государственного оптического института им. С. И. Вавилова было образовано одно из крупнейших научно-производственных объединений России в области оптико-электронного приборостроения — «НПО „Государственный институт прикладной оптики“». shvabe.com. Дата обращения: 17 мая 2020..

## Объекты и инфраструктура
- 4 промышленных предприятий (КОМЗ; ГИПО; ЦКБ Фотон; ЖБИ)
- 2 предприятия связи
- 7 общеобразовательных школ (1 из школ — девятилетка), 1 гимназия, 13 детских садов, 1 детский дом
- 3 учреждения здравоохранения
- 4 спортивных сооружения, в том числе стадион «Ракета»
- рынок
- (к востоку от посёлка Дербышки, в начале лесного массива) озеро Комсомольское — искусственный водоём с пляжем, трамплин и горнолыжный спуск

Посёлок Дербышки застроен преимущественно многоэтажными (от 2-х до 14-ти этажей) жилыми домами т. н. сталинской и более поздней архитектуры; в Больших, Малых и Станционных Дербышках основу составляет т. н. частный сектор.

## Улицы и площади
| Название          | Протяжённость (м) |
| ----------------- | ----------------- |
| Вяземская         | 800               |
| Главная           | 1414              |
| Инструментальная  | 678               |
| Каштановая        | 500               |
| 1-я Кленовая      | 760               |
| 2-я Кленовая      | 842               |
| 3-я Кленовая      | 890               |
| Короткий переулок | 100               |
| Липатова          | 1615              |
| Малиновая         | 900               |
| Мира              | 3003              |
| Начальная         | 460               |
| Окружная          | 328               |
| Отдыха            | 255               |
| Парковая          | 1265              |
| Правды            | 655               |
| Советская         | 835               |
| Солидарности      | 450               |
| Стадионная        | 330               |
| Тополевая         | 974               |
| Трудящихся        | 850               |
| Халезова          | 1631              |
| Энтузиастов       | 430               |
| Юности            | 567               |

Площади:
- Площадь Мира
- Дербышкинская площадь
- Комсомольская площадь

## Транспорт
Через посёлок Дербышки с юга на север проходит главная в жилом массиве магистральная улица Мира, которая до и после посёлка переходит в Сибирский тракт.
С основной частью города, а также с близлежащими деревнями и посёлками, Дербышки связаны несколькими маршрутами казанского автобуса.
Также жители в качестве городского транспорта со станций «804 км» (в посёлке Дербышки) и «Дербышки» (в станционных Дербышках) используют казанские электропоезда восточного направления .

## Известные люди
- Игнатьева, Эльвира Николаевна (1994—2021) — учительница казанской гимназии №175. Погибла во время стрельбы в гимназии 11 мая 2021 года.
- Корчагин, Владимир Владимирович (1924—2012) — писатель-фантаст, кандидат геолого-минералогических наук.[7]
- Липатов, Николай Дмитриевич (1916—1944) — посмертно награждён званием Героя Советского Союза.[8]
- Макшанцев, Борис Григорьевич (1923—1990) — педагог-макаренковец, Народный учитель СССР, директор СПТУ Стройтреста № 2.
- Тагиров, Радик Тагирович (род. 1982) — серийный убийца и грабитель, нападавший на пожилых женщин в Поволжье и на Урале.[9]
- Халезов, Павел Александрович (1916—1999) — директор Казанского оптико-механического завода (1950—1961, 1963—1969), Герой Социалистического Труда с 1966 года.
- Набиуллин, Эльмир Рамилевич (род. 1995) - российский футболист, защитник.

## Фотогалерея

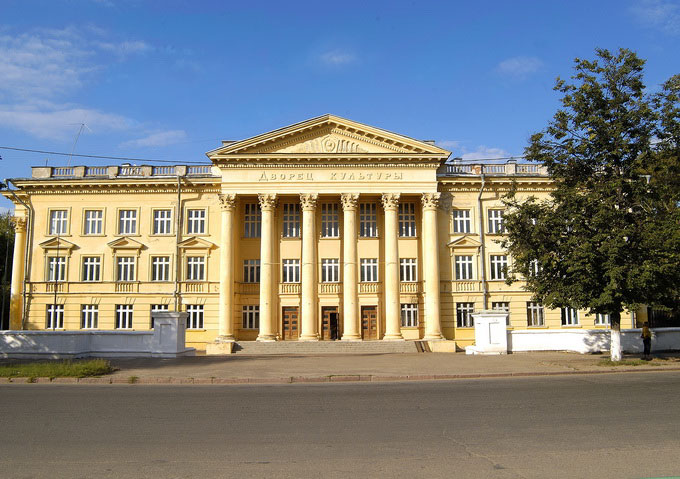
Дворец культуры имени Саид-Галиева
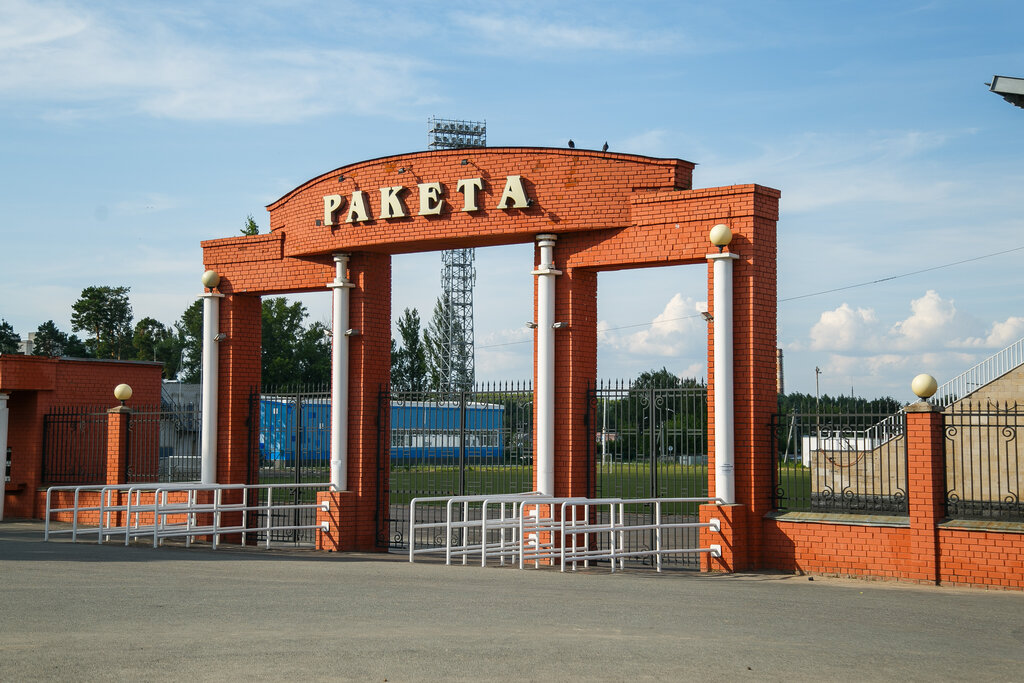
Стадион Ракета
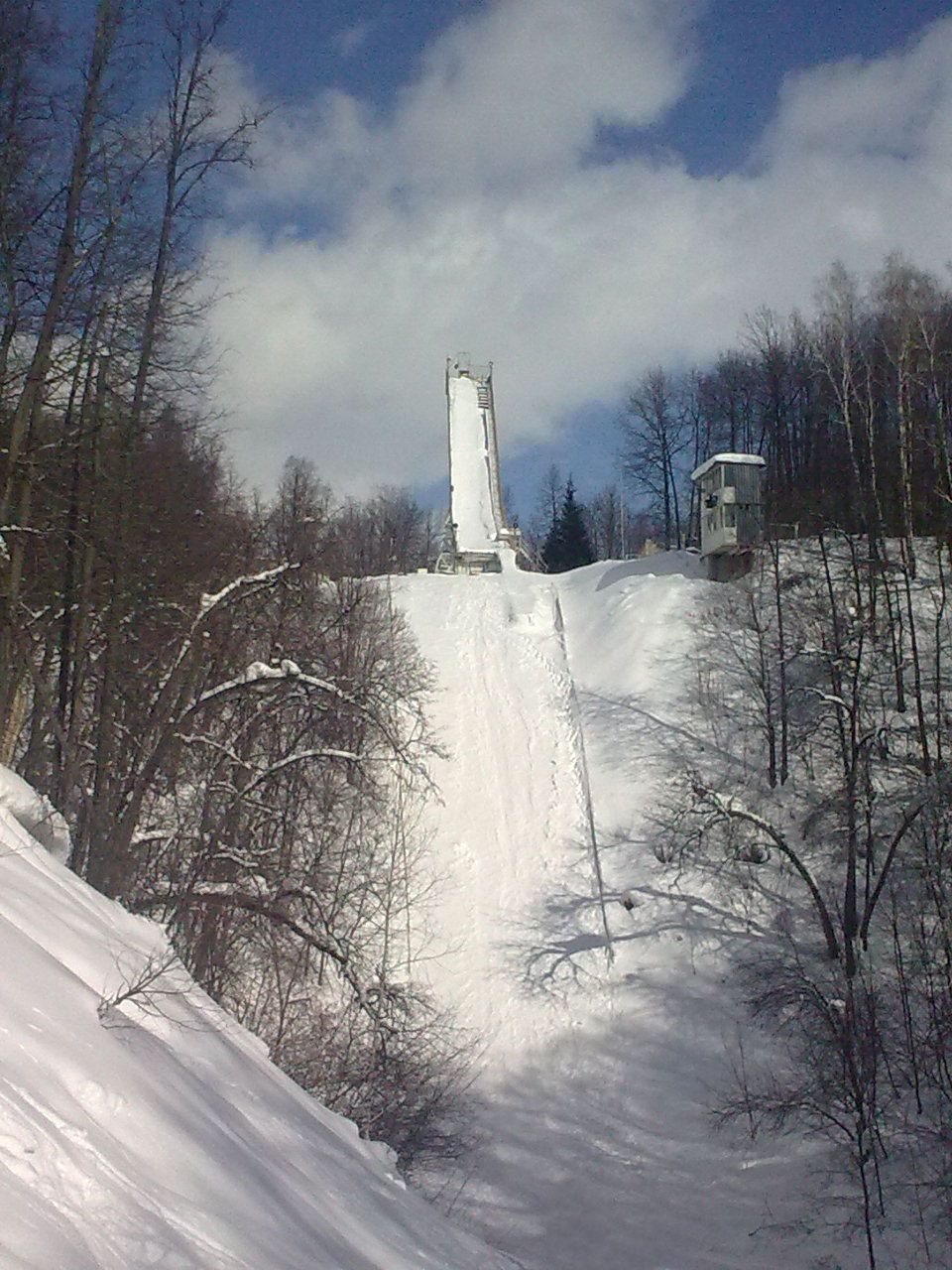
Трамплин в лесном массиве
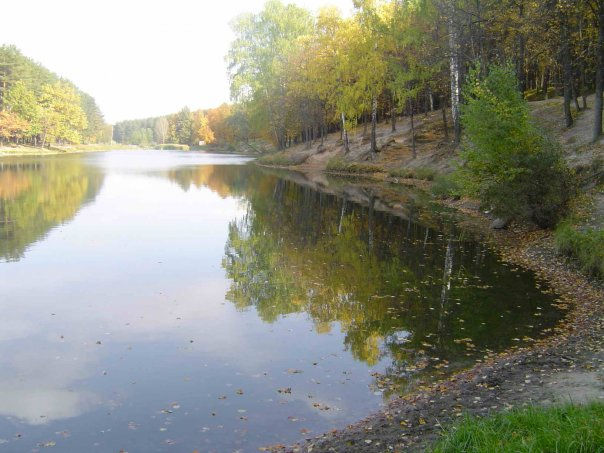
Комсомольское озеро
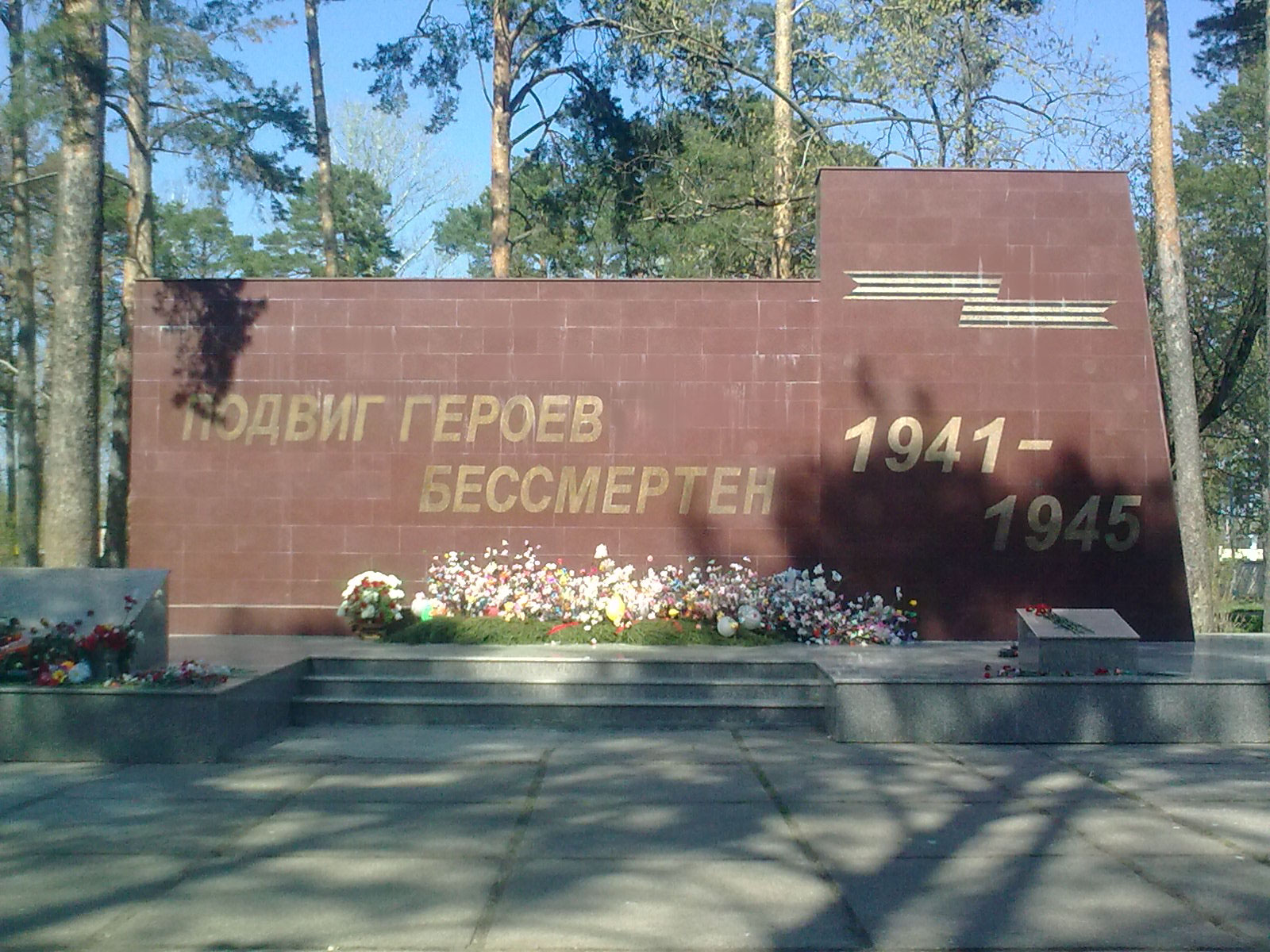
Памятник героям войны из Дербышек до реконструкции 2020 года
Памятник героям войны из дербышек после реконструкции 2020 года
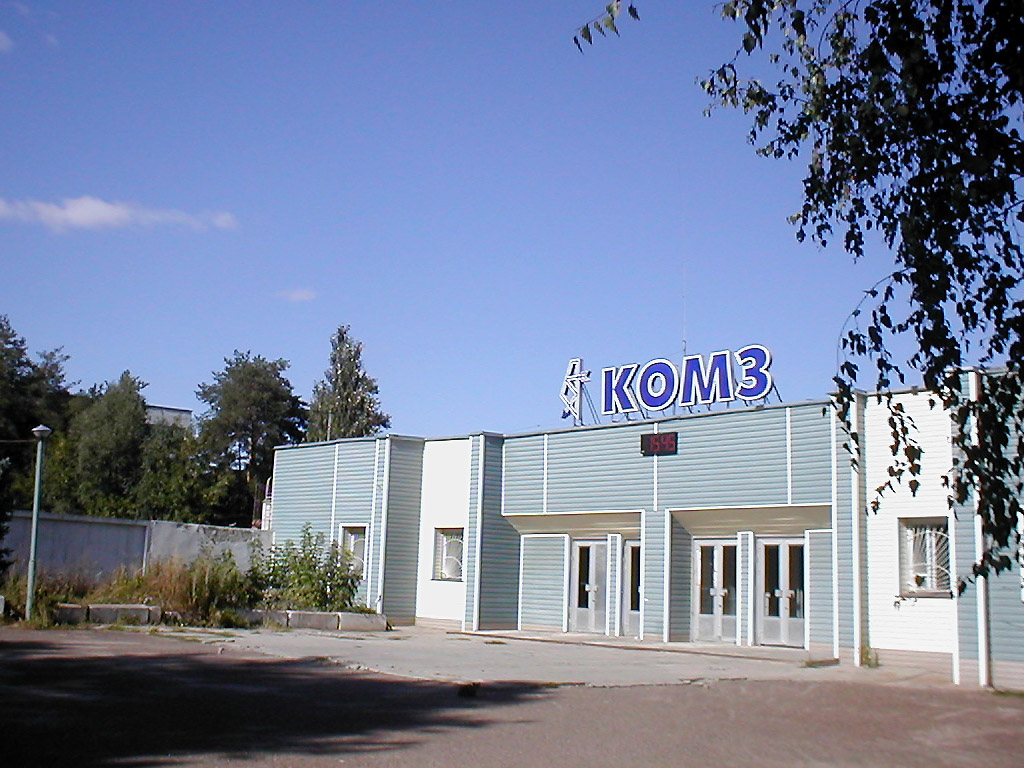
КОМЗ
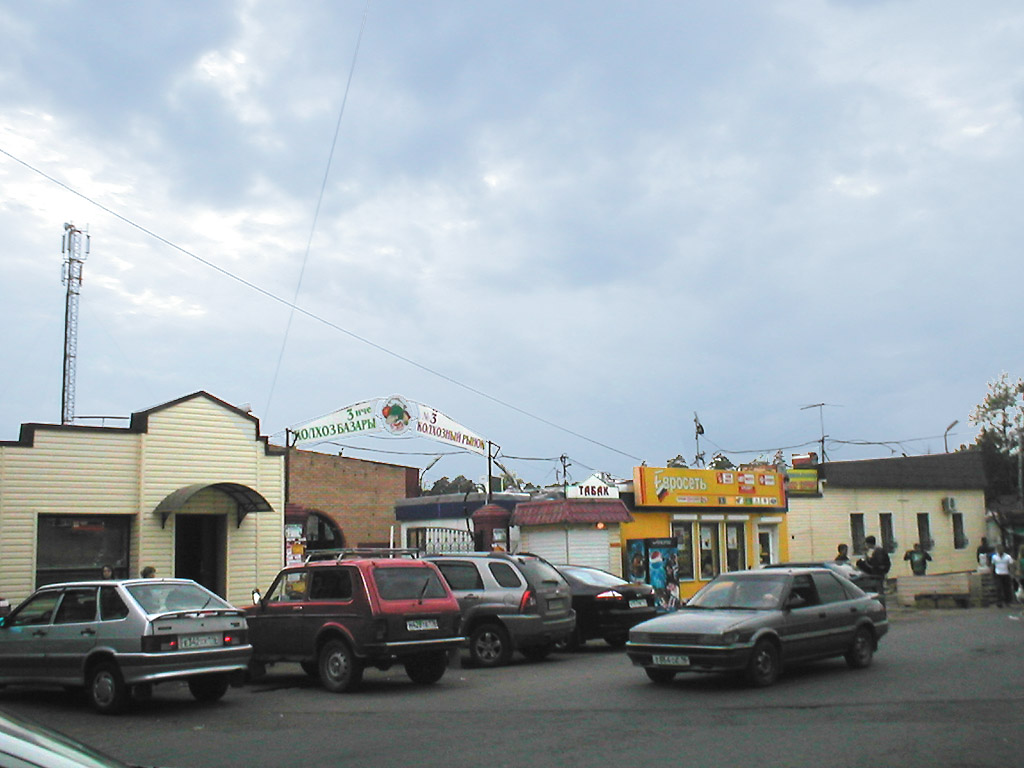
рынок
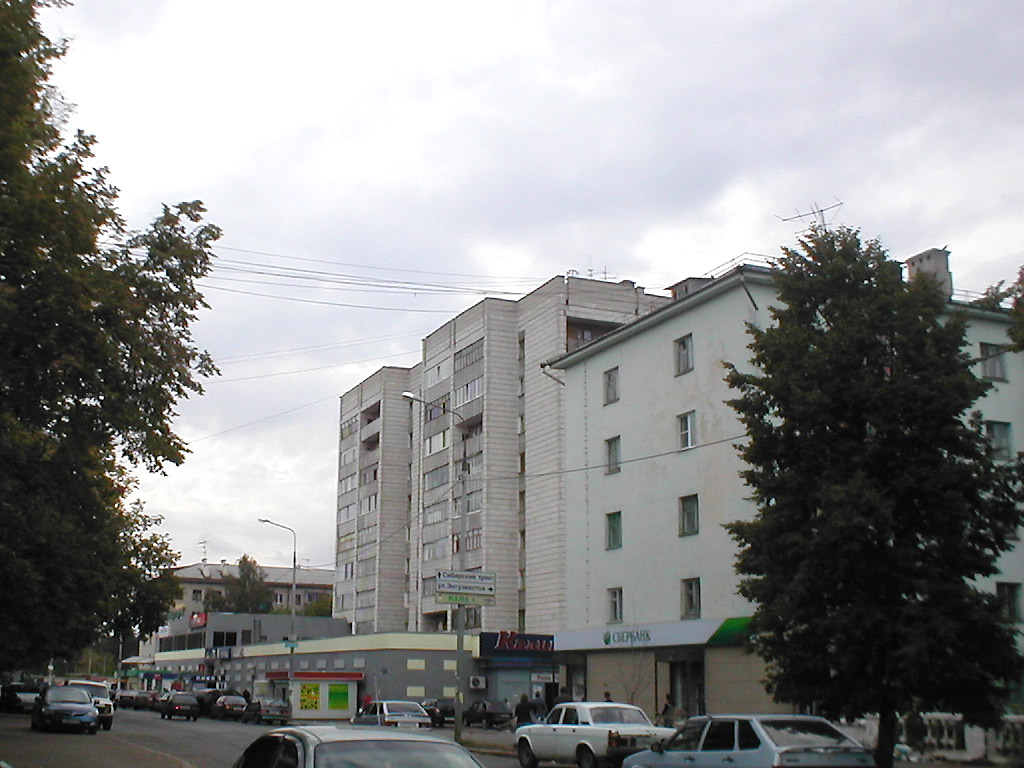
улица Советская